# جايسون روبرتس
جايسون روبرتس (بالإنجليزية: Jason Roberts)‏ هو موسيقي أمريكي، ولد في 10 فبراير 1982 في أوبيليكا في الولايات المتحدة.